# Форли-дель-Саннио
Форли-дель-Саннио (итал. Forlì del Sannio) — коммуна в Италии, располагается в регионе Молизе, в провинции Изерния.
Население составляет 769 человек (2008 г.), плотность населения составляет 26 чел./км². Занимает площадь 32 км². Почтовый индекс — 86084. Телефонный код — 0865.
Покровителем коммуны почитается священномученик Власий Севастийский (San Biagio), празднование 3 февраля.

## Демография
Динамика населения:

## Администрация коммуны
- Официальный сайт: